# 登莱青胶道

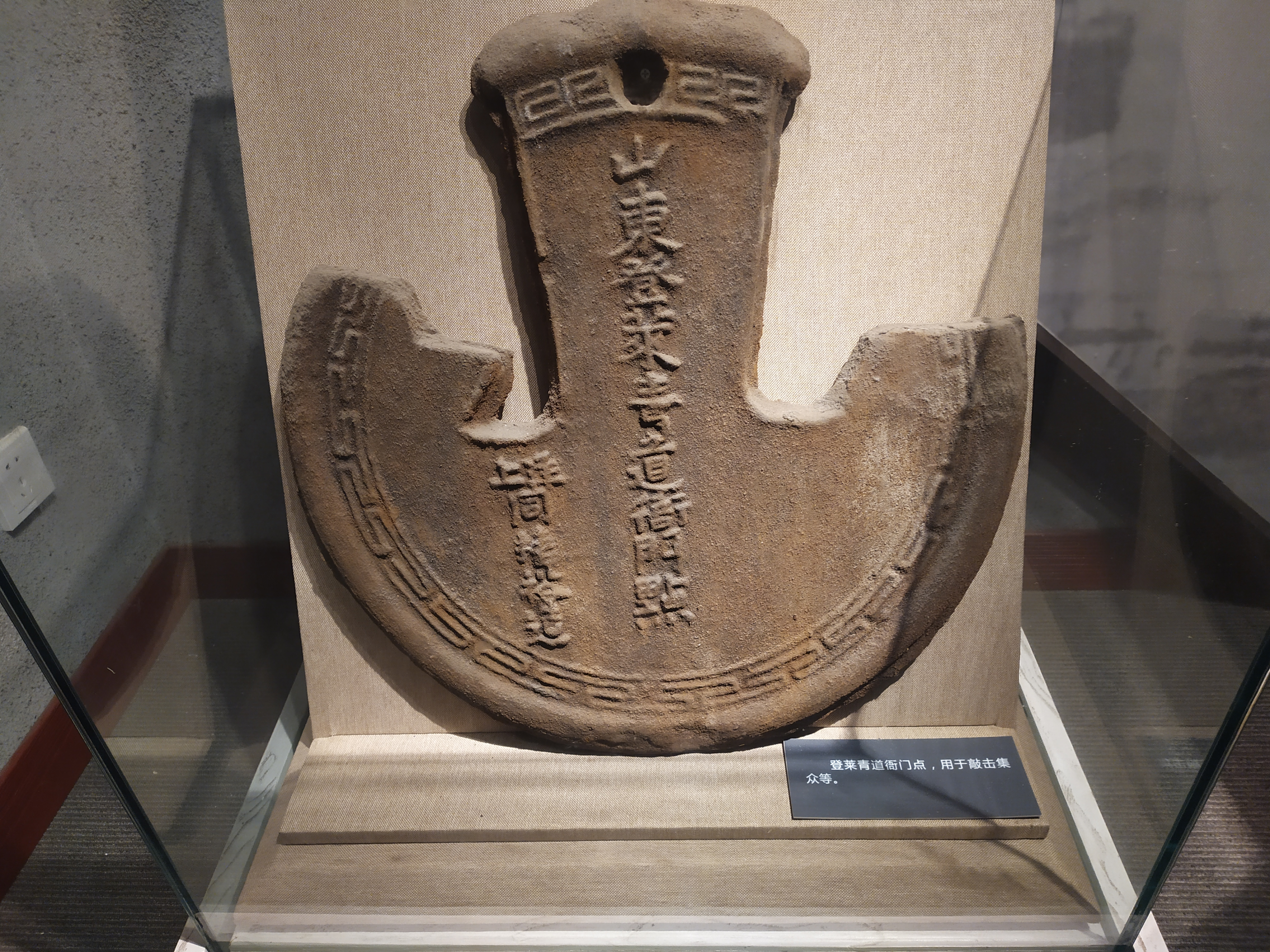
登莱青道衙门点

登莱青胶道，清朝到民国初期设置的道，属于山东省。
康熙七年（1668年）五月，巡海道自青州府驻莱州府，改为分守青登莱海防道，管辖青州府（治今山东省青州市）、莱州府（治今山东省莱州市）、登州府（治今山东省烟台市）。雍正六年（1728年）十二月，加水利衔。雍正七年（1729年）十二月，增辖莒州直隶州，雍正九年（1731年）七月莒州属于兗莒沂道。乾隆十三年（1748年）为分守登莱青整饬海防道兼管水利事务，布政使司副使参议衔。乾隆三十二年（1767年）三月，加兵备衔，为分守登莱青整饬海防兼管水利兵备道。同治二年（1863年）烟台设立东海关，道迁移到烟台监督，光绪三十年（1904年）四月，增加胶州直隶州，改为全称登莱青胶道。民国改为胶东道。

## 行政区划
| 山东省行政区划图（1820年）                                                          |
| 济南府 东昌府 泰安府 武定府 临清州 登州府 莱州府 青州府 兖州府 沂州府 曹州府 济宁州 |